# Nick Cassavetes
Nicholas David Rowland Cassavetes (New York, 21 maggio 1959) è un attore, regista e sceneggiatore statunitense.

## Biografia
Figlio del regista e attore, di origini greche, John Cassavetes e dell'attrice Gena Rowlands, nato e cresciuto a New York; le sue due sorelle Alexandra e Zoe sono a loro volta registe, sceneggiatrici e attrici. Ha frequentato la Syracuse University. Dopo aver rinunciato alla carriera da giocatore di pallacanestro, causa un infortunio, si iscrive all'accademia americana di arti drammatiche. Inizia la carriera lavorando come attore in diverse serie televisive, in ruoli cinematografici nei film Una moglie, Mrs. Parker e il circolo vizioso, Furia cieca e Face/Off - Due facce di un assassino.
Debutta come regista nel 1996, dirigendo la madre nel film Una donna molto speciale, l'anno successivo dirige She's So Lovely - Così carina, tratto da una sceneggiatura mai realizzata da suo padre, presentato in concorso al Festival di Cannes. Dopo aver partecipato alla sceneggiatura di Blow di Ted Demme, dirige Denzel Washington in John Q. Nel 2005 dirige Le pagine della nostra vita, presentato al Festival di Locarno, seguito da Alpha Dog del 2006. Nel 2007 ha collaborato al video musicale di Justin Timberlake What Goes Around... Comes Around. Nel 2009 dirige La custode di mia sorella, tratto dall'omonimo romanzo di Jodi Picoult.

## Vita privata
È stato sposato con Isabelle Rafalovich con cui ha avuto due figlie; Virginia (1986) e Sasha (1988). Dopo il divorzio si è sposato con l'attrice Heather Wahlquist.

## Filmografia parziale

### Regista
- Una donna molto speciale (Unhook the Stars) (1996)
- She's So Lovely - Così carina (She's So Lovely) (1997)
- John Q (2002)
- Le pagine della nostra vita (The Notebook) (2004)
- Alpha Dog (2006)
- La custode di mia sorella (My Sister's Keeper) (2009)
- Yellow (2012)
- Tutte contro lui - The Other Woman (The Other Woman) (2014)
- God Is a Bullet (2023)
- Marked Men - Oltre le regole (Marked Men Rule + Shaw) (2025)

### Sceneggiatore
- Una donna molto speciale (Unhook the Stars) (1996)
- Blow, regia di Ted Demme (2001)
- Alpha Dog (2006)
- La custode di mia sorella (My Sister's Keeper) (2009)
- Yellow (2012)
- God Is a Bullet (2023)

### Attore
- Mariti (Husbands), regia di John Cassavetes (1970) - non accreditato
- Dietro la maschera (Mask), regia di Peter Bogdanovich (1985)
- Il giorno della luna nera (Black Moon Rising), regia di Harley Cokeliss (1986)
- Il replicante (The Wraith), regia di Mike Marvin (1986)
- Dove l'erba si tinge di sangue (Quiet Cool), regia di Clay Borris (1986)
- Furia cieca (Blind Fury), regia di Phillip Noyce (1989)
- La ragazza dello slum (Backstreet Dreams), regia di Rupert Hitzig e Jason O'Malley (1990)
- Delta Force 3 - Missione nel deserto (Delta Force 3: The Killing Game), regia di Sam Firstenberg (1991)
- Torbido desiderio (Sins of Desire), regia di Jim Wynorski (1993)
- Mrs. Parker e il circolo vizioso (Mrs. Parker and the Vicious Circle), regia di Alan Rudolph (1994)
- Face/Off - Due facce di un assassino (Face/Off), regia di John Woo (1997)
- The Astronaut's Wife - La moglie dell'astronauta (The Astronaut's Wife), regia di Rand Ravich (1999)
- Life, regia di Ted Demme (1999)
- Blow, regia di Ted Demme (2001)
- Una notte da leoni 2 (The Hangover Part II), regia di Todd Phillips (2011)
- Prisoners of the Ghostland, regia di Sion Sono (2021)

## Doppiatori italiani
Nelle versioni in italiano delle opere in cui ha recitato, Nick Cassavetes è stato doppiato da:
- Tonino Accolla in Dietro la maschera
- Mario Cordova ne Il replicante
- Massimo De Ambrosis in Furia cieca
- Angelo Maggi in Torbido desiderio
- Gianni Bertoncin in Face/Off - Due facce di un assassino
- Massimo Rossi in Life
- Roberto Draghetti in Una notte da leoni 2
- Domenico Strati in Prisoners of the Ghostland
- Daniele Valenti in Queenpins - Le regine dei coupon